# Абдіхалик
Абдіхали́к (каз. Әбдіхалық) — село у складі Жетисайського району Туркестанської області Казахстану. Входить до складу Жанааульського сільського округу.
У радянські часи село називалось Отділення № 2 совхоза Красна Звєзда або Красна Звєзда.
Населення — 1533 особи (2021; 1672 у 2009, 1244 у 1999, 1175 у 1989).